# Wollaffe
Der (gewöhnliche) Wollaffe (Lagothrix lagotricha) ist eine im westlichen Amazonasbecken und in Kolumbien lebende Primatenart aus der Familie der Klammerschwanzaffen (Atelidae).

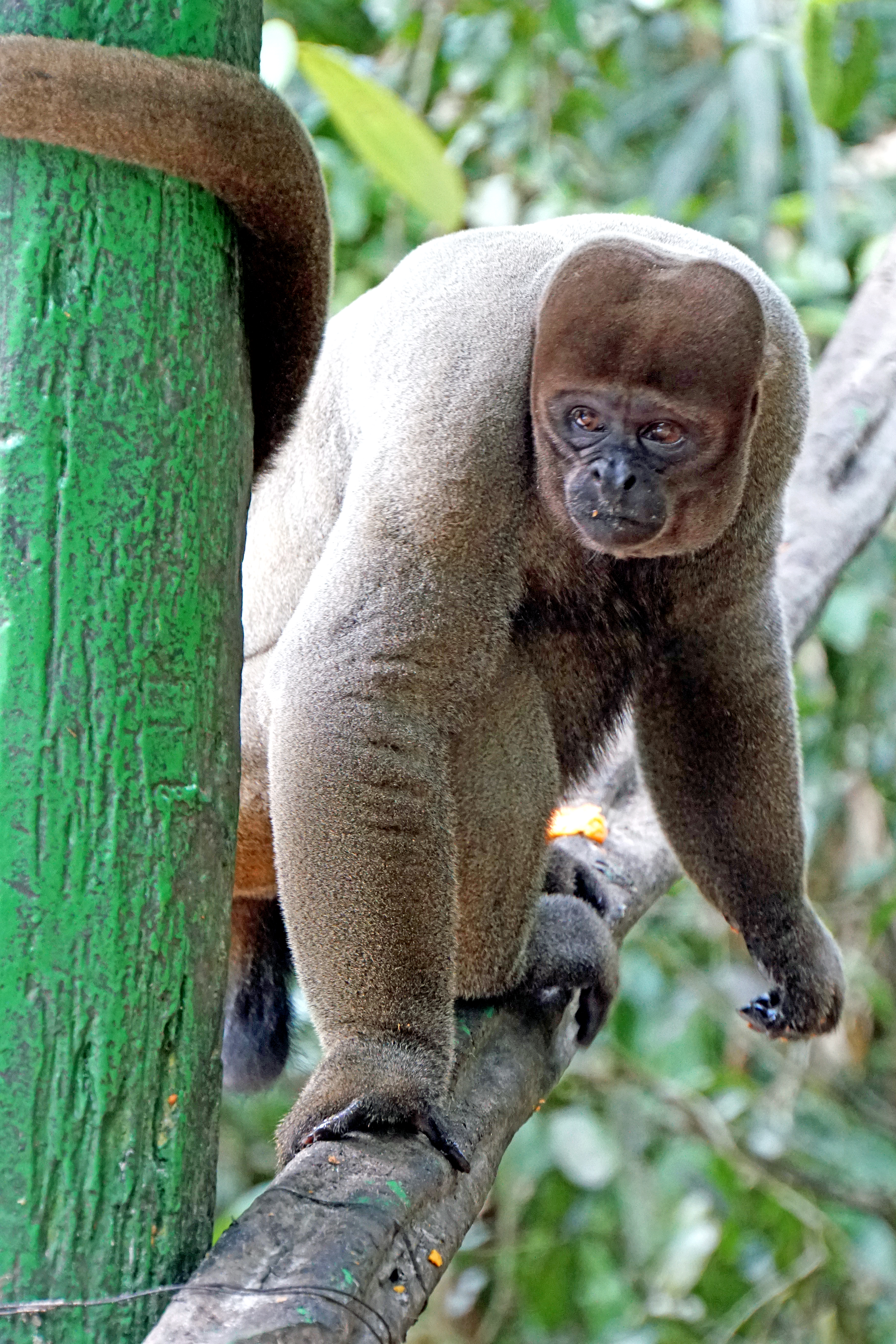
Grauer Wollaffe

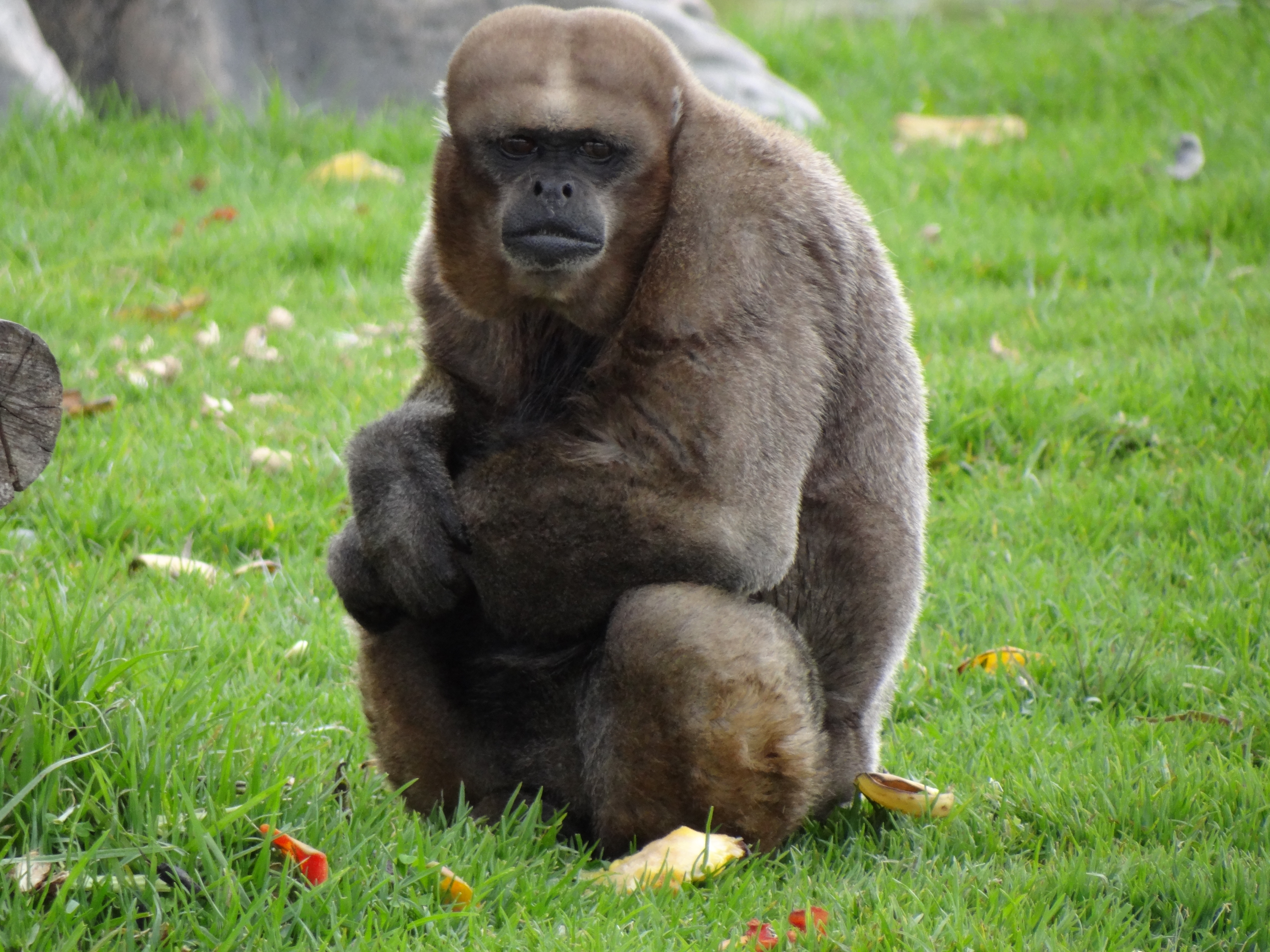
Kolumbianischer Wollaffe

## Merkmale
Wollaffen sind relativ große Primaten mit wolligem Fell. Ihre Färbung variiert je nach Unterart und Verbreitungsgebiet und kann hellblond bis dunkelbraun, hell gelbgrau, dunkelgrau oder fast schwärzlich sein. Der Kopf ist rund, das dunkle Gesicht ist haarlos, die Ohren sind relativ klein. Die Gliedmaßen sind lang und kräftig, der Schwanz, der länger als der Körper ist, ist als Greifschwanz entwickelt. Die Weibchen haben eine verlängerte, penisähnliche Klitoris. Weibliche Wollaffen erreichen eine Kopfrumpflänge von 45 bis 58 Zentimetern, der Schwanz wird 53 bis 72 Zentimeter lang und das Gewicht beträgt 5 bis 7 Kilogramm. Männchen sind mit einer Kopfrumpflänge von 46 bis 65 Zentimetern, einem 53 bis 80 Zentimeter langen Schwanz und einem  Gewicht von 7 bis über 10 Kilogramm größer und schwerer. Außerdem besitzen sie größere Eckzähne und kräftigere Kaumuskeln.

## Lebensraum und Lebensweise
Wollaffen sind tagaktive Baumbewohner und leben in primären und sekundären Tieflandregenwäldern, in Kolumbien auch in Bergwäldern bis in Höhen von 3000 Metern. Sie halten sich bevorzugt in den mittleren und oberen Regionen der Baumwipfel auf. Wollaffen ernähren sich vor allem von reifen, fleischigen Früchten, daneben werden auch unreife Früchte, Blätter, Blüten, Samen, Palmennüsse und Pflanzensäfte gefressen. Wollaffen leben in Gruppen von (meist) über 20 bis über 40 ausgewachsenen Tieren. Paarungsbereite Weibchen kopulieren mehrmals mit mehreren Männchen, mit dem dominanten Männchen der Gruppe aber am häufigsten. Nach einer Tragzeit von etwa 225 Tagen bekommen sie ein einzelnes Jungtier. Dieses klammert sich die ersten zwei Wochen an den Bauch der Mutter, später wird es auf dem Rücken getragen. Jungtier werden fast ein Jahr lang gesäugt und erst mit einem Alter von ca. 8 Jahren geschlechtsreif. Wollaffen können über 30 Jahre alt werden.

## Systematik
Der deutsche Forschungsreisende Alexander von Humboldt veröffentlichte 1812 eine erste Beschreibung des Wollaffen und gab ihm die Bezeichnung Simia lagotricha. Im gleichen Jahr führte der französische Zoologe Étienne Geoffroy Saint-Hilaire die Gattung Lagothrix für die Wollaffen ein. Lange Zeit galten mit Ausnahme des Gelbschwanz-Wollaffen alle anderen Wollaffentaxa als Unterarten einer Wollaffenart (Lagothrix lagotricha), eine Ansicht die der amerikanische Primatologe Jack Fooden in einer Revision der Wollaffen aus dem Jahr 1963 bestätigte. In zwei in den Jahren 2001 und 2005 veröffentlichten Büchern gab der britisch-australische Zoologe Colin Groves vier Unterarten des Wollaffen den Status eigenständiger Arten. Untersuchungen der genetischen Introgression und der Inzuchtkoeffizienten zeigten jedoch, dass die Wollaffentaxa mit Ausnahme des Gelbschwanz-Wollaffen immer wieder miteinander hybridisierten und die Stellung als eigenständige Arten deshalb nicht zu rechtfertigen ist.
Heute werden fünf Unterarten unterschieden:
- Brauner Wollaffe (Lagothrix lagotricha lagotricha)
- Grauer Wollaffe (Lagothrix lagothricha cana)
- Kolumbianischer Wollaffe (Lagothrix lagothricha lugens)
- Silberner Wollaffe (Lagothrix lagotricha poeppigii)
- Peruanischer Wollaffe (Lagothrix lagothricha tschudii)

## Gefährdung
Der Gesamtbestand aller Populationen des Wollaffen wird von der IUCN als gefährdet (Vulnerable) gelistet, ebenso seine Nominatform. Der Graue Wollaffe und der Silberne Wollaffe sind dagegen stark gefährdet (Endangered) und der Kolumbianische Wollaffe gilt als vom Aussterben bedroht (Critically Endangered). Für den Peruanischen Wollaffen liegen nicht genügend Daten vor um eine eventuelle Gefährdung zu beurteilen.